# Кјаравале
Кјаравале (итал. Chiaravalle) насеље је у Италији у округу Анкона, региону Марке.
Према процени из 2011. у насељу је живело 13465 становника. Насеље се налази на надморској висини од 23 м.

## Становништво
| 1936. | 1951. | 1961. | 1971.  | 1981.  | 1991.  | 2001.  | 2011.  |
| ----- | ----- | ----- | ------ | ------ | ------ | ------ | ------ |
| 6.915 | 7.991 | 9.619 | 11.863 | 13.318 | 13.813 | 14.040 | 14.858 |